# Felipe De la Fuente
Felipe de la Fuente fue un pintor argentino, nacido en Bella Vista, Buenos Aires, el 4 de enero de 1912. 
Falleció en Buenos Aires, el 25 de mayo de 2000 a los 88 años. Ha conseguido, como pintor, concretar una imagen propia y característica que lo identifica de manera inconfundible.
De formación autodidacta y formación únicamente en cursos nocturnos del estado. Frecuentó los talleres de Miguel Carlos Victorica, Lino Spilimbergo, Benito Quinquela Martín y Enrique de Larrañaga entre otros pintores.
Como parte de sus trabajos ilustró libros de José Pagano, Celedonio Flores y Felipe H. Fernández. Ornamentó poemas de Leónidas Barletta, y de Mario Jorge de Lellis, entre otros. 
En diversas oportunidades fue designado jurado para certámenes nacionales, municipales, provinciales y societarios. A lo largo de su vida realizó más de 200 exposiciones, tanto en la Argentina como en el exterior.
En sus obras puede verse como características las escenas de las cantinas porteñas, los personajes típicos del tango, los paisajes del Tigre, las fogatas de San Juan y las calles de Buenos Aires en días de niebla. Entre los premios que ha obtenido se encuentra el premio adquisición "Benito Quinquela Martín", en el salón nacional de 1964 por el óleo "vías muertas" que en la actualidad se encuentra en el Museo Quinquela Martín